# Tschernjanka
Tschernjanka (russisch Черня́нка) ist eine Siedlung städtischen Typs in der Oblast Belgorod (Russland) mit 15.217 Einwohnern (Stand 14. Oktober 2010).

## Geographie
Die Siedlung liegt im Südteil des Mittelrussischen Landrückens, etwa 90 Kilometer Luftlinie nordöstlich des Oblastverwaltungszentrums Belgorod am linken Ufer des Oskol, eines Nebenflusses des Sewerski Donez.
Tschernjanka ist Verwaltungszentrum des gleichnamigen Rajons Tschernjanka.

## Geschichte
Die Geschichte des Ortes beginnt im 17. Jahrhundert, als sich Bauern im Gebiet der damaligen Südgrenze des Russischen Reiches ansiedelten. Als Gründungsjahr gilt 1656 als Jahr der ersten Erwähnung des Ortes in einer Urkunde aus den 1670er-Jahren. In Folge war der Ort landwirtschaftlich geprägt.
Im Rahmen einer Verwaltungsreform wurde Tschernjanka im Juli 1928 Verwaltungszentrum eines neu gegründeten Rajons. 1958 erhielt es den Status einer Siedlung städtischen Typs.

### Einwohnerentwicklung
| Jahr | Einwohner |
| ---- | --------- |
| 1897 | 5.800     |
| 1939 | 8.071     |
| 1959 | 8.784     |
| 1970 | 10.106    |
| 1979 | 11.795    |
| 1989 | 13.475    |
| 2002 | 15.067    |
| 2010 | 15.217    |

Anmerkung: Volkszählungsdaten (1897 gerundet)

## Kultur und Sehenswürdigkeiten
Seit den 1980er-Jahren gibt es in Tschernjanka ein Historisches und Heimatmuseum.
Etwa 10 Kilometer südlich des Ortes befindet sich beim Dorf Cholki das nach Schließung in der sowjetischen Periode 1998 wiedereröffnete russisch-orthodoxe Cholki-Dreifaltigkeits-Männerkloster (Свято-Троицкий Холковский монастырь, Swjato-Troizki Cholkowski monastyr). Es wurde vermutlich bereits im 14. Jahrhundert von Mönchen des Kiewer Höhlenklosters nach dessen Vorbild ebenfalls zunächst vorwiegend unterirdisch angelegt, 1620 erstmals urkundlich erwähnt, 1764 unter Katharina II. aufgelöst und im Verlaufe des 19. Jahrhunderts wiedererrichtet. Nach der Überlieferung soll sich das Kloster nahe der Stelle befinden, an der der Nowgorod-Sewersker Fürst Igor Swjatoslawitsch (1151–1202) und der Pereslawler Fürst Wladimir Glebowitsch (1157–1187) im Jahre 1185 zu einem Feldzug gegen die Polowzer zusammentrafen.

## Söhne und Töchter des Ortes
- Fjodor Kassatkin-Rostowski (1875–1940), Schriftsteller
- Nikodim Kondakow (1844–1925), Kunsthistoriker (geboren im nahe gelegenen Dorf Chalan)
- Alexander Markow (1897–1968), Astronom

## Wirtschaft und Infrastruktur
In Tschernjanka als Zentrum eines Landwirtschaftsgebietes überwiegen Betriebe der Lebensmittelindustrie (Zucker, Molkereiprodukte, Fleisch, Speiseöl).
Die Siedlung liegt an der Eisenbahnstrecke Moskau – Jelez – Waluiki (Streckenkilometer 655) sowie der Regionalstraße R188 Stary Oskol – Nowy Oskol.